# Arcidiecéze lillská
Arcidiecéze lillská (lat. Archidioecesis Insulensis, franc. Archidiocèse de Lille) je francouzská římskokatolická arcidiecéze. Leží na území arrondissementů Lille a Dunkerk v departementu Nord v regionu Nord-Pas-de-Calais se sídlem v Lille, kde se nachází i katedrála Notre-Dame-de-la-Treille. Arcidiecéze je hlavou církevní provincie Lille.

## Historie
Diecéze byla zřízena 25. října 1913 bulou Consistoriali decreto papeže Pia X., z části území arcidiecéze Cambrai. Toto území až do roku 1801 patřilo diecézím: Tournai, Arras, Saint-Omer a Ypry. Původně byla sufragánní diecézí arcidiecéze Cambrai.
Dne 29. března 2008 byla bulou In Gallia papeže Benedikta XVI. povýšena na metropolitní arcidiecézi.

## Ordinář
Posledním biskupem lillským a zároveň prvním arcibiskupem-metropolitou je od roku 2008 Mons. Laurent Ulrich. pomocným biskupem je Mons. Antoine Hérouard. V roce 2022 byl Mons. Hérouard jmenován arcibiskupem dijonským a Mons. Ulrich arcibiskupem pařížským. Arcibiskupský stolec v Lille byl vakantní (uprázdněný) do roku 2023, kdy byl arcibiskupem lillským jmenován Mons. Laurent Le Boulc'h.